# The Rhythm Boys
The Rhythm Boys – amerykański zespół muzyczny, śpiewający głównie muzykę jazzową, działający w latach 1927–1930. Tworzyli go: piosenkarz i aktor Bing Crosby (1903–1977), kompozytor i wokalista Al Rinker (1907–1982) oraz pianista i autor tekstów Harry Barris (1905–1962).

## Kariera i rozpad grupy

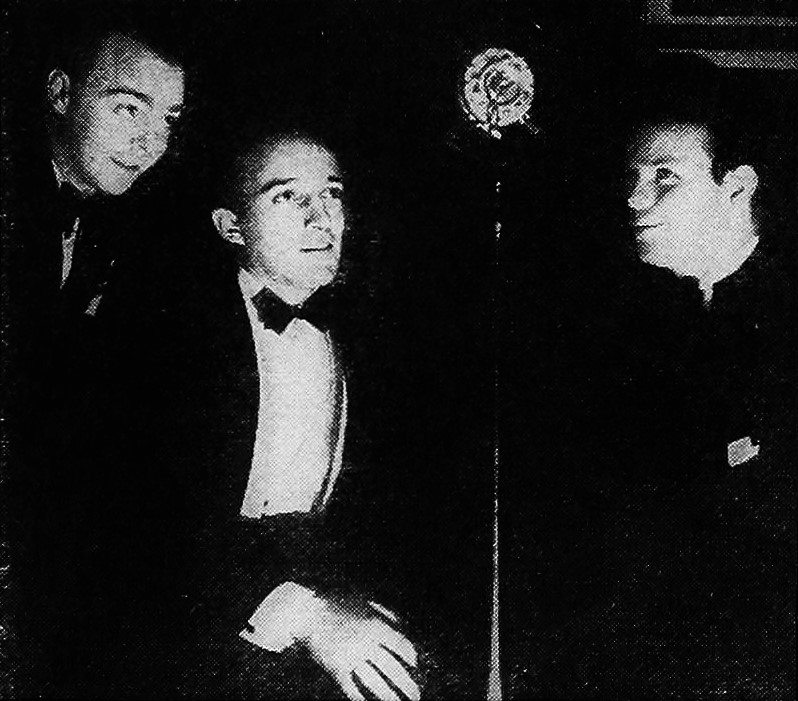
The Rhythm Boys

Crosby i Rinker zaczęli występować razem już w 1925 roku. Harry Barris dołączył do nich w 1927 i oficjalnie powstała grupa muzyczna The Rhythm Boys, która dokonała wielu nagrań wraz z Paulem Whitemanem i jego orkiestrą. Razem wystąpili w filmie Król jazzu (ang. King of Jazz) w 1930 roku, gdzie wykonali kilka piosenek, m.in. So the Bluebirds and the Blackbirds Got Together.
Zespół rozpadł się po tym jak Bing Crosby zdecydował się go opuścić i rozpocząć swoją karierę jako solowy wykonawca. Od tego momentu rosła jego popularność, dlatego uważa się, że jest to jedyny członek tego zespołu, któremu udało się osiągnąć taki sukces po jego opuszczeniu.

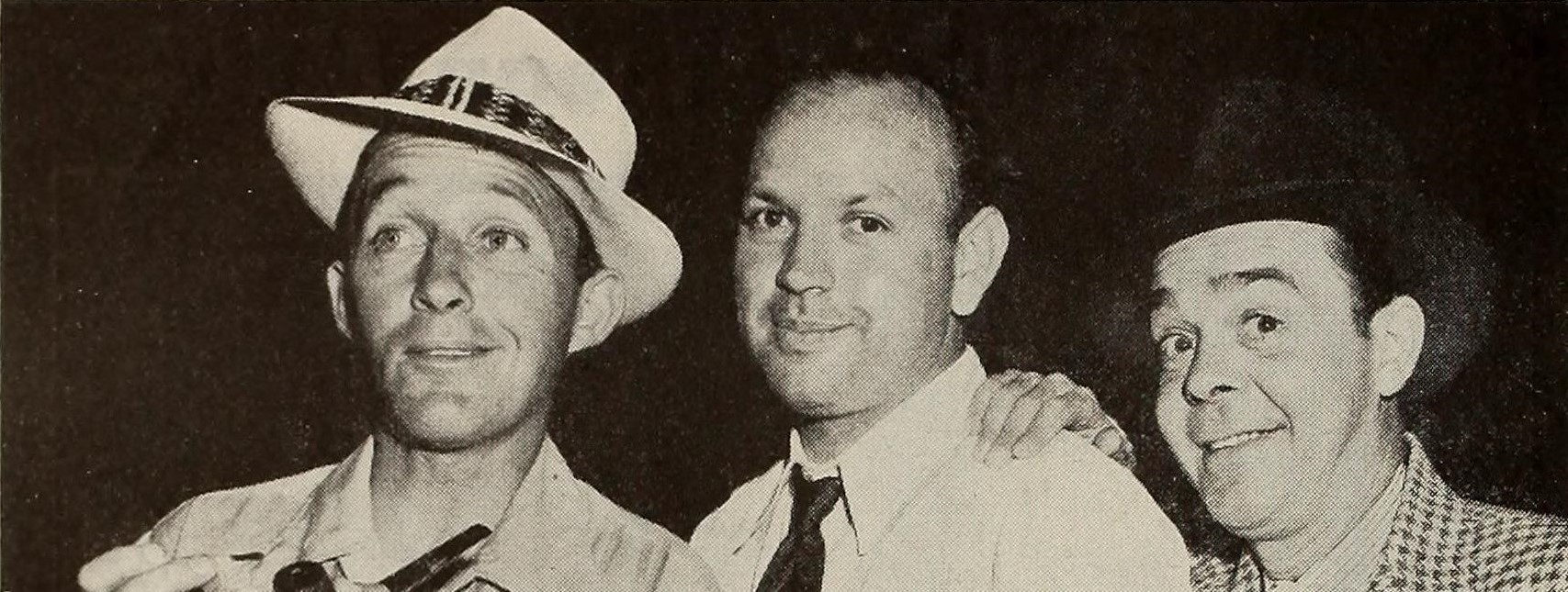
The Rhythm Boys podczas ich spotkania w 1943 roku

The Rhythm Boys spotkali się jeszcze w 1943 roku i pojawili się w audycji radiowej Paul Whiteman Presents, gdzie zaśpiewali Mississippi Mud.

## Dyskografia

### Single
- 1927: Side by Side
- 1927: I’m Coming, Virginia
- 1930: Them There Eyes
- 1932: I'll Take An Option On You
- 1932: I've Got To Sing A Torch Song
- 1950: Side by Side
- 1950: Magnolia

### Albumy
- 1988: A Recently Discovered 1930 Radio Broadcast